# Рятувальний жилет

Завжди одягайте рятувальний жилет перед виходом на воду!

Рятува́льний жиле́т — жилет, виготовлений, як правило, з міцної водонепроникної тканини (нейлон, кордура тощо) та наповнений легким плавучим матеріалом, призначений для підтримання людини на плаву у випадку потрапляння за борт плавзасобу в морській або прісній воді.

## Жилети рятувальні та страхувальні
Найперше — усі рятувальні жилети прийнято класифікувати за рівнем їх «плавучості» на страхувальні («buoyancy aid») та рятувальні (life jacket), (згідно з класифікацією берегової охорони США).
За європейськими стандартами жилети розподіляють на страхувальні та три категорії рятувальних з різним рівнем допустимості в застосуванні:

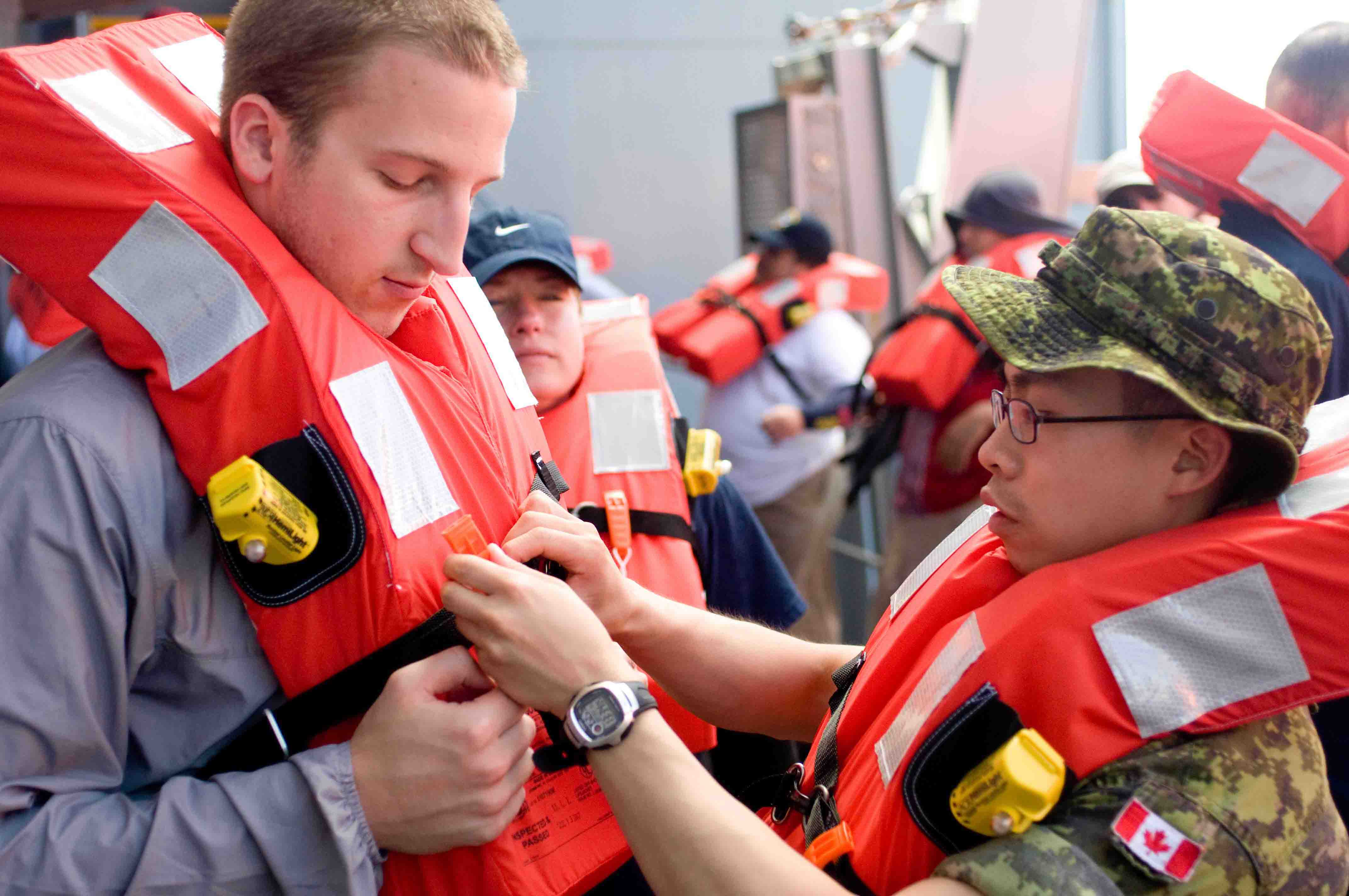
Рятувальний жилет, призначений для підтримання голови людини над водою навіть у непритомному стані

1) EN393 — страхувальні; плавучість 50N; призначені для використання в закритих водах із максимальним віддаленням від берега до 5-ти миль;
2) EN395 — рятувальний; плавучість 100N; закриті води; віддалення до 20-ти миль;
3) EN396 — рятувальний; плавучість 150N; необмежений район експлуатації;
4) EN399 — рятувальний; плавучість 275N; необмежений район експлуатації в екстремальних умовах.
Нерідко чотири міжнародні класи «EN» позначають по-іншому — застосовуючи при цьому так звані «Ньютон-класи» («Newton classes»), хоча суть не змінюється: основні характеристики і їх «крок» залишаються ті самі.
Жилет з маркуванням «50N» відноситься до страхувальних, а з більшими цифровими індексами (100, 150 та 275) — до рятувальних. (З усією Європою не згодні лише в Англії, де в категорію «buoyancy aid» попадає також і «сотка»).
До речі, про плавучість: показники в ньютонах. «50N» не повинен витримувати на воді 50-кілограмову гирю. Щоб не допустити потоплення людського тіла, яке само по собі непогано тримається на воді, достатньо значно меншого запасу плавучості: в «50N» такий запас становить біля 5 кг, а в «100N» — біля 10 кг (згадаймо з шкільного курсу фізики, що F=mg).
Рятувальні жилети застосовуються у надзвичайних ситуаціях, таких як аварії суден тощо і повинні підтримувати на плаву людину, не залежно від того, чи вона перебуває при свідомості чи ні. Для того, щоб людина не захлеснулася, комірець жилета роблять у формі спеціальної подушки, яка підтримує на плаву голову потерпілого.
Рятувальні жилети володіють дуже хорошою плавучістю, але мають один суттєвий недолік — вони дуже об'ємні і незручні. Ходити на віндсерфінгу, кататися на гідроциклі або займатися будь-яким іншим видом водного спорту в них просто неможливо.
Під час занять водними видами спорту використовують страхувальні жилети. Страхувальні жилети мають меншу плавучість, але забезпечують більший комфорт при активному використанні на суші та на воді. Страхувальні жилети також забезпечують позитивну плавучість у воді, але, на відміну від рятувальних, вони не розраховані на порятунок людини, яка перебуває в непритомному стані.
Страхувальні жилети зазвичай виготовляють з міцної синтетичної тканини (кордура, нейлон та ін.), між шарами якої вставляється наповнювач, що володіє хорошою плавучістю (зазвичай як наповнювач використовується пінополіетилен з закритими порами). Ці жилети дуже легкі і практично не обмежують рухи людини. Рекомендується використовувати під час занять водними видами спорту, водним туризмом, рибалкою та полюванням у прибережній зоні або в невеликій відстані від берега.

## Види жилетів за призначенням

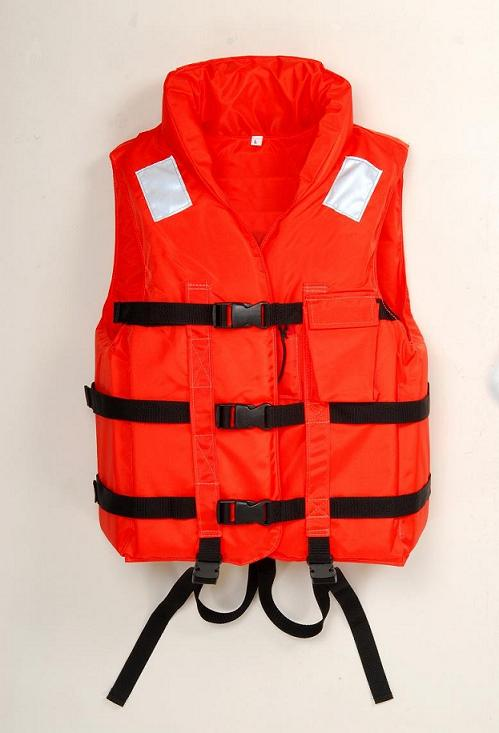
Універсальний рятувальний жилет із комірцем

В залежності від конструкції та призначення, рятувальні/страхувальні жилети можна умовно поділити на наступні категорії:
1. універсальні. Можуть використовуватися як для роботи на судні, так і для занять деякими водними видами спорту.
2. жилети для дальніх походів на катерах та вітрильних яхтах. Зазвичай мають великий комірець, такий як на рятувальних жилетах, який може підтримувати голову на плаву. Ці жилети також зазвичай комплектуються свистком для подачі звукового сигналу та світлоповертаючими смужками для полегшення пошуку постраждалих осіб на воді.
3. жилети для водного туризму. Конструюються таким чином, щоб не стримувати рухи людини під час греблі. Окрім цього, добре, якщо такий жилет має кишені для різного роду дрібних речей. Окрім своєї основної функції, туристичний жилет повинен також забезпечувати збереження тепла туриста-водника. Кольори таких жилетів зазвичай яскраві із застосуванням світлоповертаючих смуг (рефлекторів). Крій жилета не повинен заваджати посадці в плавзасобі та греблі.
4. жилети для занять водними лижами та катання на гідроциклах, виготовляють щільними, добре облягаючими і з підголовником. Цей вид спорту несе в собі небезпеку ударів та падінь, тому жилет повинен витримувати подібні навантаження та захищати спортсмена від травм. Жилет для воднолижників і для їзди на гідроциклах повинен мати надійні ремені, на які він застібується (бажано щоб їх було не менше трьох), оскільки швидкості, в даних видах спорту дуже високі і при падінні у воду жилет може бути зірваний.
5. спеціалізовані жилети для рятувальників — жилети для підстраховки та рятувальних операцій на воді. Цей вид жилетів обладнано додатковими аксесуарами, такими як стопоріз, буксировочні кільця, зривна стропа, стропи і т. д. Для використання такого жилета необхідно володіти спеціальною підготовою та знаннями.
6. дитячі рятувальні жилети.

Рятувальний жилет для рафтингу.

Окремо можна виділити жилети для рафтингу та жилети для каякінгу:
1. Страхувальні жилети для каякінгу. Основною їх особливістю є укорочена довжина — для того щоб жилет не заважав «юбці». Окрім цього, вони мають більш широкі, відкриті бокові пройми та вузькі плечові стропи, чим нагадують дві подушки — спереду та ззаду. Це зроблено для того, щоб не заважати виконанню технічних прийомів греблі. Колір таких жилетів не завжди роблять яскравим, оскільки каякер, майже увесь час перебуває у каяку.
2. Рятувальні жилети для рафтингу. Розраховані, як правило, на використання «чайниками», тому забезпечують максимальну безпеку. Мають велику довжину, багато застібок і затяжок для підгонки по фігурі людини, також мають підголовник-комірець. Повинні забезпечувати безпеку людини у воді у випадку непритомності.

## Вибір рятувального/страхувального жилета
Для того, щоб визначитися з вибором жилета, необхідно в першу чергу звернути увагу на його призначення, оскільки саме призначення жилета визначає його придатність для конкретних цілей.
Для кращого вибору необхідно визначитись з наступним:
- В яких водах ви збираєтеся плавати? На гірських ріках, в морі чи на спокійній рівнинній воді — на озерах і спокійних ріках?
- Наскільки далеко від берега ви зазвичай запливаєте?
- На що ви плануєте одягати жилет? На голе тіло, облягаючий гідрокостюм чи на товстий одяг?
- Чи плаваєте ви в холодну погоду?
- Чи потрібен вам додатковий м'який захист від ударів об воду?
- Чи потрібні вам кишені?
- Наскільки для вас важлива компактність жилета при його зберіганні?
- Чи передбачає ваша манера їзди/сплавляння аварійні ситуації, коли ви можете опинитися за бортом і втратити свідомість?
- А якщо це жилет для вашої дружини, то який у неї розмір грудей? (Оскільки універсальні жилети не завжди підходять жінкам із великим розміром грудей і потрібно підбирати спеціальні моделі для жилетів жінок).

Критерії для вибору жилета:
- Рятувальний жилет повинен відповідати вашому плавзасобу і не заважати будь-яким вашим діям, які ви здійснюєте при греблі та керуванні судном (каяком/каное/рафтом).
- Якщо ви мисливець чи рибалка — ви очевидно забажаєте купити собі жилет камуфляжного корасу та з великою кількістю кишень. На внутрішніх водоймах ви можете використовувати такі жилети, однак на морі або на великих озерах краще все-таки обрати яскраві «кислотні» кольори та світлоповертачі.
- Якщо умови плавання наближені до екстремальних — обирайте саме «рятувальні» жилети, а не страхувальні, які відносяться до Ньютон-класу 100N і вище.
- Для забезпечення хорошої свободи рухів обирайте жилети з глибоким шийним вирізом, великими проймами для рук та відносно вузькими плечовими стропами. Більшість рятувальних жилетів є відносно короткими (до пояса або вище), та розраховані на каякерів, які сидять у високому сидінні та у вузькому кокпіті каяка, однак вони дуже зручні і чудово підходять для використання в інших видах водного спорту на інших човнах.
- Обираючи жилет, приділіть особливу увагу його розміру. При використанні в холодну пору жилет повинен бути придатний для одягання на товстий шар одягу. Таблиці розмірів ви можете знайти на спинці жилета. У різних виробників вони можуть відрізнятися та базуватися на різних вихідних даних. Так у одних виробників за основу для дорослих розмірів береться вага людини, в інших — об'єм (обхват) грудини.
- Щоб перевірити, наскільки вдало підібрано жилет для дитини, потрібно виконати наступні дії: одягніть жилет на дитину, повністю застібніть його та затягніть усі ремені, просуньте руки під плечові стропи та інтенсивно намагайтеся витряхнути дитину з жилета. Якщо це вдалося або вуха чи ніс дитини закрилися полами жилета — тоді обов'язково візьміть жилет на один розмір менший.
- Загальні рекомендації при виборі жилета — це відсутність будь-якого тертя при його одяганні, особливо — в районі пахових ділянок, шиї, підборіддя.
- Деякі жилети мають нижні стропи для ніг. Вони застосовуються щоб жилет не міг зісковзнути через голову. Ці стропи не повинні бовтатися і натирати.
- Обирайте жилет спочатку за наведеними вище характеристиками, і лише тоді — за дизайном та зовнішнім виглядом.

Коли ви нарешті обрали свій жилет — необхідно знати як правильно його використовувати. Навіть така проста, на перший погляд, процедура як одягання рятувального жилета, також вимагає певної послідовності дій і дотримання певних правих, від яких, може залежати те, як в кінцевому результаті жилет виконає свою функцію.

## Таблиця розмірів страхувального жилета

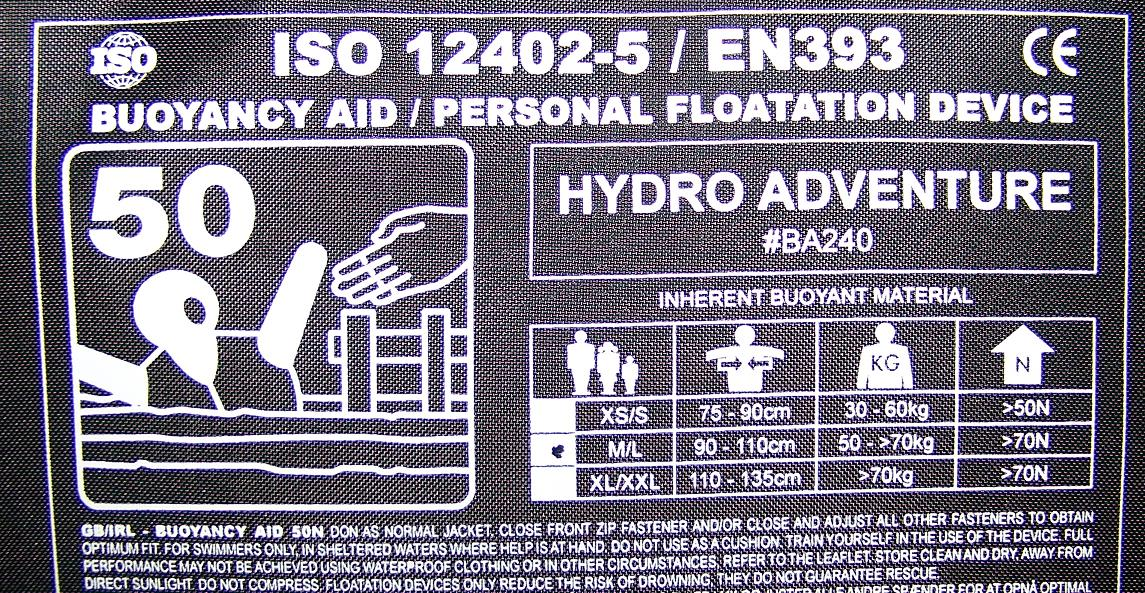
Таблиця розмірів рятувального жилета в залежності від ваги людини та об'єму грудної клітини. (На прикладі страхувального жилета PALM)

## Порядок одягання рятувального жилета
1) застібнути жилет;
2) затягнути бокові стропи почергово — від нижніх до верхніх;
3) перевірити, чи всі стропи підтягнуті, застібнуті блискавки, фастекси, баклі.
4) переконатися, що жилет не натирає шию, підборіддя, пахові ділянки, не сповзає вверх при спробі іншої людини посмикати за плечові стропи — в іншому випадку буде незручно і потік води може зірвати жилет. На спокійній воді це призведе до того, що жилет буде підстрибувати і впиратися вам в підборіддя.
5) якщо жилет сповзає — слід тугіше затягнути бокові стропи.
6) якщо усі маніпуляції із жилетом не привели до бажаного результату і жилет все одно сидить занадто вільно і далі сповзає — необхідно замінити його на жилет меншого розміру.
Корисні деталі (характеристики) рятувального жилета:
Зверніть увагу на ці характеристики, коли ви купуватимете жилет:
Петлі: Подивіться чи на жилеті є петлі, гачки, карабіни (як пластикові так і з тканини чи строп). Зверніть увагу на місце їх розташування спереду та на спині жилета. Зверніть увагу чи на жилеті є пластикова петля у вигляді ромба із прорізами — сюди можна закріпити такі потрібні речі як ніж (стропоріз), свисток (який необхідний для подачі сигналу SOS та ін.), стропи або інші аксесуари.
Кишені: Зверніть увагу на їхнє розташування та розміри. Це можуть бути кишені обшиті спеціальним термоізолюючим матеріалом для зігрівання рук, або — просто кишені для зберігання дрібних речей. Також перевірте чи є в кишенях спеціальні застібки та карабіни для закріплення в них ключів та інших речей, які можуть бути загублені. Зверніть увагу чи є на жилеті кишеня для спеціального пакета з водою.
Колір: Яскраві кольори покращують видимість. Це важливо якщо ви плаваєте на великих ріках, де плавають великі човни та катери.
Рефлекторні смужки: Світлоповертаючі смужки покращують помітність на воді в умовах поганої видимості. Також вони полегшують пошук людини в темну пору доби.
Вентиляція: Вентильованість жилета слід обирати в залежності від того де ви будете плавати. Чи вам потрібно багато свіжого повітря чи максимальний захист.
Пристосування для рибалки: Деякі виробники пропонують спеціалізовані жилети для рибалки, які додатково обладнані застібками та кишенями для рибальського приладдя та наживок.
Об'єм рятувального жилета. Виштовхувальна сила.
В колишньому СРСР свого часу сформувалася стійка думка, що жилет тим безпечніший чим більшого він об'єму. Цей міф стійко вкорінився в середовищі радянських туристів-водників і культивується по сьогодні. В статті В.Федоровича «Спасательный рюкзак» (Ветер странствий, вып. 19. — М.: ФИС, 1984. — С. 27) обґрунтовувалася рекордна величина — 67 л (?) для особливо потужних річок.
В той же час більшість спортсменів-професіоналів в усьому світі використовують жилети об'ємом від 5 до 15 літрів. А для підтримання голови дорослої людини над водою необхідно всього від 3 до 5 літрів об'єму.
Загалом, з урахуванням нових досліджень слід дотримуватися наступних рекомендацій:
• Для спокійної води підійдуть жилети класу 50N;
• Для сплавляння гірськими річками слід брати рятувальні жилети класу 100N і вище. (для аналогії із радянськими стандартами жилети класу 100N забезпечують підйом 11 кг)
• Для плавання у відкритих акваторіях із суттєвим віддаленням від берега слід також обирати жилети класу 100N і вище.
• Жилети надмірного об'єму сковуватимуть ваші рухи, а при попаданні у водяні «бочки» навпаки — заважатимуть вашому порятунку.
• Використання гідрокостюма «мокрого» типу дає додаткову підйомну силу еквівалентну об'єму приблизно 5-6 л.
У статті «Физика на горной реке» («Квант», N7, 1989 г.) И. Ф. Гінзбургом математично доказано, що середня густина в нижньому бьєфі зливів становить не менше 0,98 кг/л (а не 0,5 кг/л, як традиційно вважалося). Виходячи з цього, можна стверджувати, що необхідний об'єм жилета для річок будь-якої складності слід обирати не більше 16 л.
Особливо важливим є забезпечення міцної та надійної конструкції жилета з регулюванням щільності прилягання до тіла спортсмена, що в повній мірі реалізує його основні переваги. Компактний, добре підігнаний по фігурі жилет дозволяє більш ефективно боротися за виживання в гірському потоці після перевороту судна. І навпаки, в жилеті великого об'єму часто вся боротьба за порятунок підмінюється боротьбою із самим жилетом. Доля того, хто одягнув такий жилет — дрейфувати за течією і чекати на порятунок, звісно, якщо рятувати є кому і ці люди зможуть грамотно організувати порятунок.

## Догляд та експлуатація рятувального жилета
До використання:
1. Не переробляйте/не змінюйте/не перешивайте ваш жилет для того щоб він краще на вас сидів. Натомість — підберіть жилет який дійсно підходить вам по фігурі. Перероблені жилети можуть втратити свої властивості.
2. Перевіряйте свій жилет на предмет надривів, розходження швів, проколів, цілісності застібок/замків тощо. Перевірте чи все справно працює (застібається/розстібається) та чи ремені міцно пришиті і не надірвані.
3. Перевірте чи наповнювач вашого жилета не набрав води, не запліснявів (ви можете визначити це за запахом), не зсохся (якщо це корковий наповнювач). Ці ознаки можуть свідчити про втрату плавучості наповнювача та зменшення виштовхувальної сили вашого жилета.
4. Зверніть увагу на колір матеріалу жилета — вицвілі та вилинялі матеріали можуть свідчити про втрату їх міцності.
5. Напишіть на своєму жилеті ваші особисті дані: Ім'я, Прізвище тощо. Так ви ніколи не сплутаєте свій жилет з іншими. (Для каякерів-екстремалів рекомендовано також вказувати на особистому жилеті групу крові та резус-фактор.)
6. Перед використанням протестуйте ваш жилет на спокійній воді на мілині щоб знати, як функціонує екіпіровка та звикнути до того, як ви тримаєтеся на поверхні.
Під час використання:
1. Одягніть жилет ДО ТОГО як ви сіли у човен!
2. Одягаючи жилет, спочатку застебніть замок та передні пряжки, потім почергово затягніть бокові ремені - від нижніх до верхніх, а тоді вже затягніть ремені на плечах.
УВАГА!
3. Ніколи не сидіть на жилеті!
4. Не використовуйте жилет як подушку, або як підстилку для колін, або як бампер для причалювання човна!
5. Не піддавайте жилет тривалим зминаючим навантаженням!
6. Жилет не прати і не віджимати в пральній машині! Це може спричинити руйнування структури наповнювача жилета та зменшити його плавучість і виштовхувальну силу!
7. Не кладіть важкі предмети у кишені вашого жилета.
8. Не кладіть у кишені гострі предмети, які можуть проколоти жилет! (особливо — якщо це жилет з надувним балоном).
9. Оберігайте ваш жилет від попадання прямих сонячних променів протягом тривалого проміжку часу.
10. Після використання на морі або в солоній воді, слід прополоскати жилет в проточній (прісній) воді і висушити в добре провітрюваному місці на безпечній відстані від відкритих джерел тепла.
11. Перед зберіганням жилет потрібно ретельно просушити.
12. У випадку, якщо ви опинилися за бортом — докладіть зусиль щоб повернути своє тіло у вертикальне положення.
13. Якщо у воді опинилися діти — вам слід триматися усім разом — це зробить групу помітнішою, допоможе краще зберегти тепло, а діти будуть почувати себе в більшій безпеці і будуть спокійнішими. Дорослим у жодному разі не слід панікувати, а дітям — плакати, оскільки схлипуючи, діти можуть наковтатися води.
Після використання:
1. Чистити жилет слід теплим мильним розчином. Не використовуйте будь-які речовини, які можуть пошкодити структуру матеріалів, з яких виготовлено жилет.
2. Жилет слід зберігати в сухому, темному, добре провітрюваному місці так, щоб на нього не попадали прямі сонячні промені. Ультрафіолетові промені пошкоджують матеріал, з якого виготовлено жилет.
3. Не припустимо зберігати жилет в одному приміщенні з речовинами, які руйнують структуру матеріалів жилета.
4. Сушити жилет слід в добре провітрюваному місці в підвішеному стані. Для сушіння жилета не можна використовувати різного роду нагрівальні прилади або відкритий вогонь.
5. Старі жилети можуть втратити плавучість та потребують заміни.
6. Якщо ви викидаєте старий жилет — розріжте його таким чином, щоб ніхто не використовував його. Людина, яка знайде старий жилет може не здогадуватися, що він вже не придатний до використання.
Якщо Ви будете дотримуватися цих простих правил, то придбаний вами жилет буде довго та надійно оберігати вас.

## Часті запитання про рятувальні жилети (FAQs)
Q: Чи має значення скільки я важу при виборі жилета?
A: Ні. Вибір жилета для дорослих базується на розмірі вашої грудної клітини (обхваті грудей) а не на вазі тіла. (Хоча, розміри жилетів для дітей прийнято визначати виходячи з ваги тіла дитини). Тіло людини природно має певну плавучість, і для підтримання голови над водою потрібно лише 3,5—5 л. додаткового об'єму (плавучості).
Q: Які є вагові межі для використання дитячих жилетів?
A: Дитячі жилети поділяються на 3 категорії відповідно до ваги дитини:
1) від 4 до 12 кг. (infant); 2) від 12 до 24 (child); 3) підліткові — від 25 до 45 (youth).
Q: Чи можу я купити своїй дитині жилет «на виріст».
A: Ні! Жилет, який занадто великий для вашої дитини дуже небезпечний! Дитина може просто просковзнути скрізь жилет і потонути. Також можлива ситуація, коли жилет «підстрибне» на воді і заважатиме дитині плисти або і дихати і може стати для неї пасткою. Завжди необхідно пересвідчитися що жилет щільно облягає тіло та підтримує голову і рот дитини над водою.
Стандартні розміри жилетів мають запас в антропометричних параметрах за рахунок плечових та бокових ременів. Таким чином, правильно підібраний дитячий жилет буде слугувати вам кілька років.
Q: Як довго може служити жилет?
A: Немає чітких часових рамок стосовно терміну придатності жилета, хоча, належне зберігання та догляд збільшать термін його експлуатації. «Заболочення» наповнювача, цвіль, або усушка (звуження) наповнювача свідчать про потребу замінити ваш жилет.
Q: Що таке гібридний жилет?
A: Гібридний жилет містить внутрішній наповнювач (піна) а також має надувні елементи для надання додаткової плавучості. Такі жилети використовуються здебільшого каякерами для родео, де необхідна повна свобода рухів.
Q: Якщо людина не вміє плавати, їй необхідно якийсь спеціальний жилет?
A: Усі люди природно мають певну плавучість, і для підтримання голови дорослої людини над водою потрібно лише 3,5—5 л. додаткового об'єму (плавучості). Тож навіть людина, яка зовсім не вміє плавати може плисти
Q: Чи може жінка одягати «чоловічі» рятувальні жилети?
A: Так. Загалом переважна більшість рятувальних жилетів є універсальними і однаково добре підходять як для чоловіків так і для жінок. Хоча останнім часом розроблено моделі «жіночих» жилетів, які враховують особливості тілобудови жінок — в першу чергу — груди, що робить їх зручнішими у використанні представницями прекрасної половини.
Q: Чи можу я використовувати один жилет для різних видів спорту?
A: Так, якщо це універсальний спортивний жилет (тип III за класифікацією берегової охорони США). Ні, якщо це спеціалізований жилет для певного виду спорту. (Тип V за класифікацією берегової охорони США). Спеціалізованими є жилети для каякінгу, жилети для кайтсерфінгу чи жилети для вейкбордингу чи катання водних лижах.
Q: Якщо я втрачу свідомість, я буду плавати догори лицем?
A: Дитячі жилети розроблені із комірцем розроблені таким чином, що при потраплянні дитини у воду вони самі замають положення при якому лице дитини направлене вгору над водою. Більші підліткові та дорослі жилети можуть не мати комірця для підтримання голови над водою. Вони розроблені таким чином, що людина може самостійно привести тіло у положення, при якому лице буде над водою.
Q: Чи можу я просто тримати жилет у човні поруч із собою і надіти його, коли виникне така необхідність, замість того щоб постійно бути одягненим в жилет?
A: Ні! Рятувальний жилет необхідно одягати ДО ТОГО як ви сіли у човен! Ситуація на воді може кардинально змінитися в лічені секунди і ви просто не встигнете нічого зробити. Тому значно краще бути готовим заздалегідь і постійно бути одягненим у жилет. Страхувальні жилети зовсім легкі і дуже зручні у використанні, окрім того сучасні страхувальні жилети дуже стильно виглядають.
Q: Як часто потрібно перевіряти та тестувати жилет?
A: Жилет потрібно ретельно перевіряти перед кожним виходом на воду. Тестування жилета на плавучість та зношеність необхідно проводити не менше одного разу на рік. Якщо наповнювач жилета заболочений, протікає або зім'ятий — жилет необхідно викинути (знищити) таким чином, щоб його не можна було використовувати в подальшому.
Q: Чи зможе жилет захистити мене від переохолодження (гіпотермії)?
A: Ні. Переохолодження (гіпотермія) — це втрата тілом тепла, яка починається з тремтіння, оніміння (оціпеніння) кінцівок, та втрати м'язової координації. Гіпотермія може спричинити виникнення коми або навіть смерті і її не можна уникнути лише одяганням рятувального жилета. Для захисту від переохолодження, в холодній воді, необхідно одягати гідрокостюм (сухий або мокрий). Однак ризик гіпотермії завжди високий, якщо ви плаваєте у холодних водах або в холодну погоду.